# Ozarks

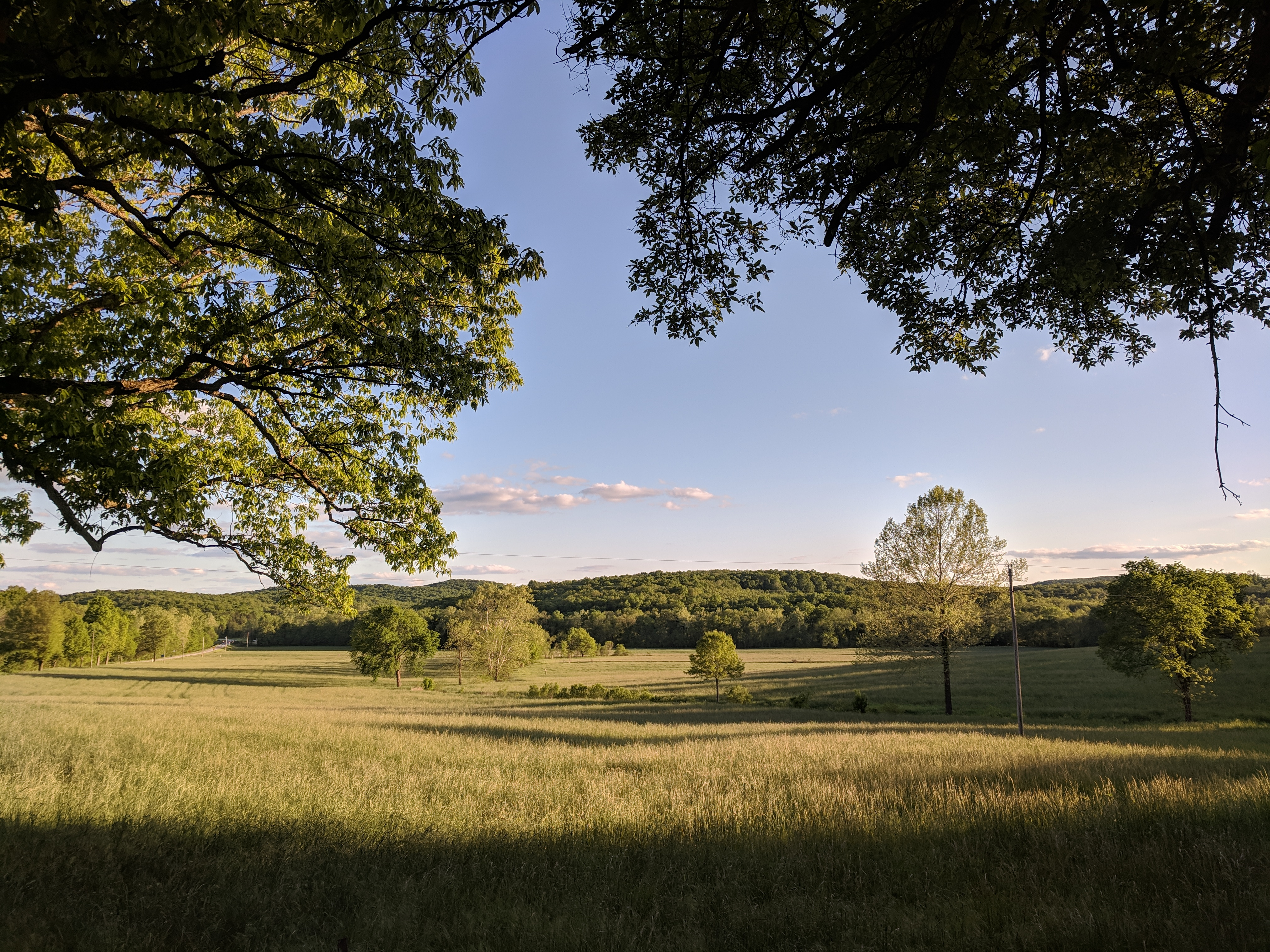
O scenă rurală din Ținutul Ozarks. Comitatul Phelps, Missouri

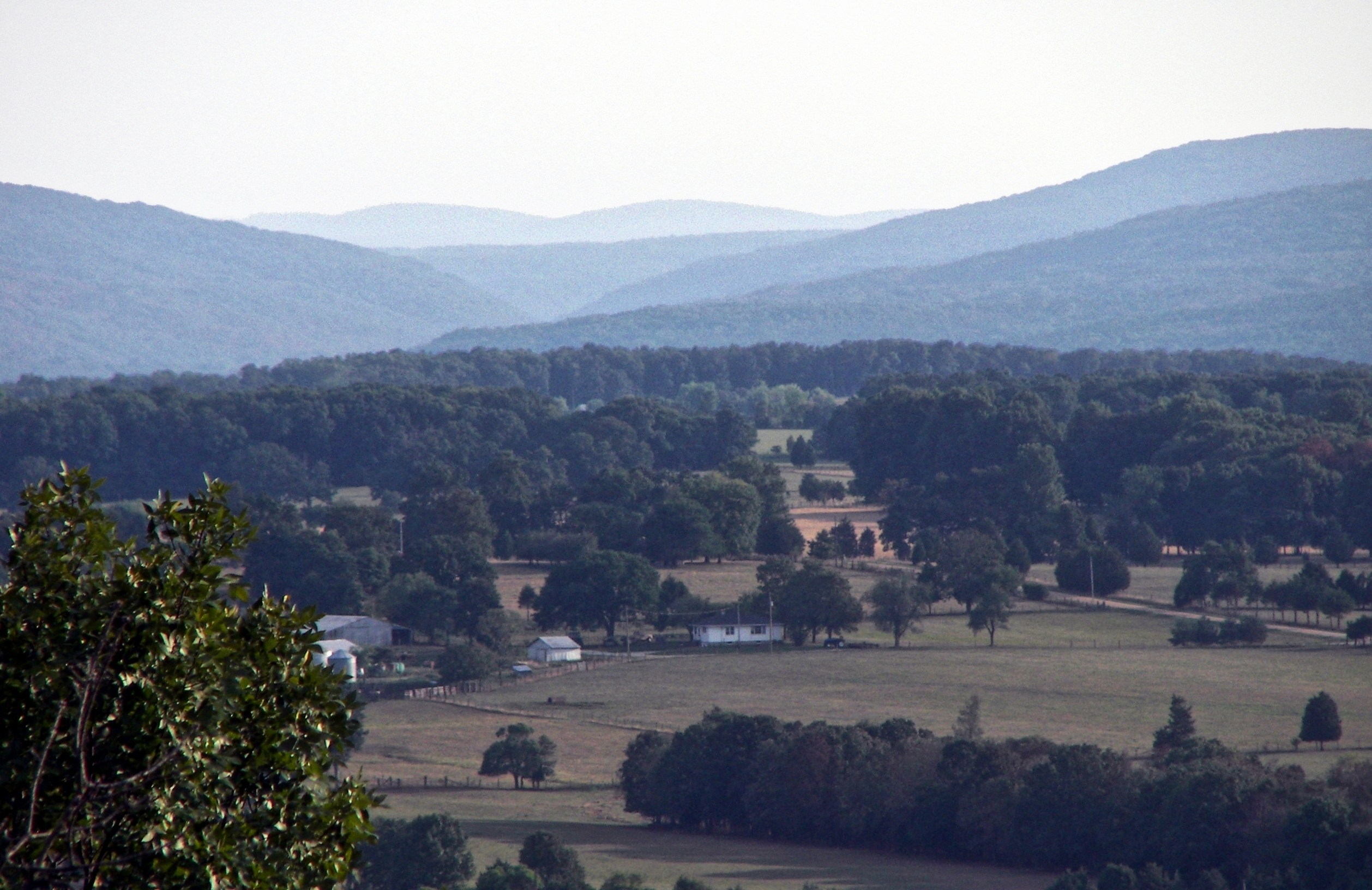
Munții Saint Francois, vedere din, sunt nucleul geologic expus al Ozarks.

Ozarks, cunoscut și sub numele de Munții Ozark, Înălțimile Ozark sau Platoul Ozark, este o regiune fiziografică din statele americane Missouri, Arkansas, Oklahoma și colțul extrem de sud-est al Kansasului. Ozarks acoperă o porțiune semnificativă din nordul Arkansas-ului și cea mai mare parte din jumătatea de sud a Missouriului, extinzându-se de la Interstate 40 în centrul Arkansas-ului până la Interstate 70 în centrul Missouriului.
Există două lanțuri muntoase în Ozarks: Munții Boston⁠(d) din Arkansas și Oklahoma, precum și Munții St. Francois⁠(d) din Missouri. Vârful Wahzhazhe (cunoscut anterior sub numele de Buffalo Lookout), este cel mai înalt punct din Ozarks la 781 m și este situat în Munții Boston, la 5,5 km est de Pettigrew, Newton County, Arkansas⁠(d). Din punct de vedere geologic, zona este un dom cu nucleul expus în vechii Munți St. Francois. Ozarks acoperă aproape 120.000 km², ceea ce o face cea mai extinsă regiune înaltă între Apalași și Sâncoși. Împreună cu Munții Ouachita, zona este cunoscută în Statele Unite sub numele de Interior Highlands („Înălțimile Interioare”).
Platoul Salem, numit după Salem, Missouri⁠(d), alcătuiește cea mai mare zonă geologică a Ozarkilor. Al doilea ca mărime este Platoul Springfield, numit după Springfield, Missouri, supranumit „Orașul-Regină al Ozarkilor”. La limita de nord a regiunii se află orașele St. Louis și Columbia, Missouri. Printre orașele importante din zona Ozark a statului Arkansas se numără Fayetteville, Bentonville⁠(d), Springdale⁠(d), Eureka Springs⁠(d) și Fort Smith⁠(d). Branson⁠(d), chiar la nord de granița Arkansas-Missouri, este o destinație turistică unde cultura Ozark este popularizată.

## Etimologie
Toponimul Ozarks poate deriva dintr-o adaptare anglofonă a franțuzescului aux Arcs (prescurtare de la aux Arcansas, care înseamnă „din/la/la Arkansas (Quapaw)⁠(d) [plural]”). În deceniile premergătoare Războiului francez și indian din 1754 până în 1763, aux Arkansas se referea la punctul de schimb francez Arkansas Post⁠(d), situat în zona împădurită de câmpie Delta Arkansas, aflată în amonte de confluența râului Arkansas cu fluviul Mississippi.
O altă posibilă origine etimologică ar putea fi expresia franceză aux arcs, însemnând „[țara] arcadelor”, cu referire la zecile de poduri naturale formate prin eroziune și peșteri prăbușite în regiunea Ozark. Acestea includ Clifty Hollow Natural Bridge (de fapt o serie de arcade) din Missouri, și Alum Cove în Ozark–St. Francis National Forest⁠(d).
Până la începutul secolului al XX-lea, termenul „Ozarks” a intrat în limbajul comun.

## Subregiuni fiziografice

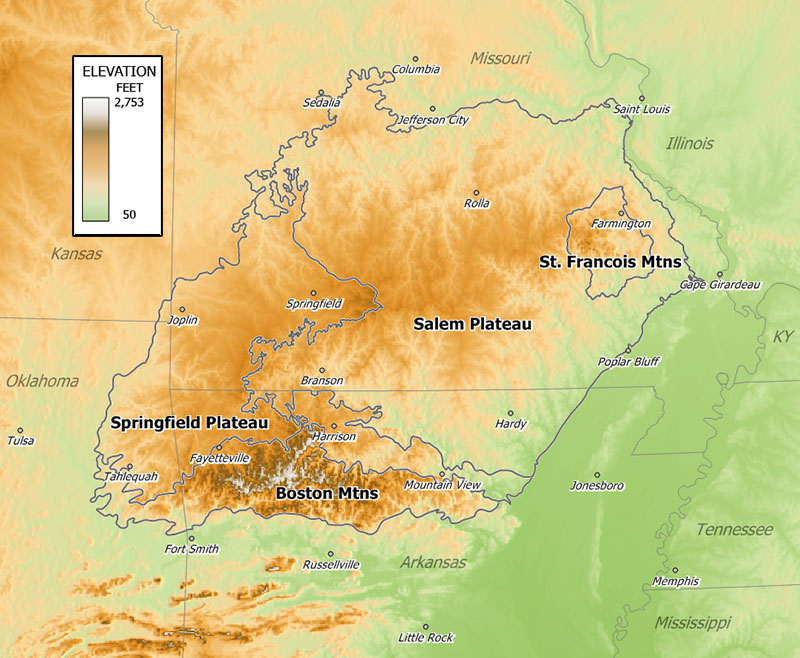
Harta de altitudine a Ozarks

Munții Ozark constau din cinci subregiuni fiziografice: Munții Boston⁠(d) din nordul Arkansas-ului și Cookson Hills⁠(d) din estul Oklahomei; Podisul Springfield din sud-vestul Missouriului, nord-estul Oklahomei și nord-vestul Arkansas-ului și incluzând Springfield, Joplin⁠(d) și Monett⁠(d)/Aurora⁠(d) în Missouri, Tahlequah⁠(d) în Oklahoma și Fayetteville și Harrison⁠(d) în Arkansas; Dealurile White River de-a lungul White River, inclusiv Branson⁠(d) și Mountain Home⁠(d) până la Batesville⁠(d); Podisul Salem sau Platoul Central, care include o bandă largă în zona central-sudică a Missouriului și cea central-nordică a Arkansas-ului, inclusiv Lebanon⁠(d), Salem⁠(d) și West Plains⁠(d); Courtois Hills⁠(d) din sud-estul Missouri; Dealurile Osage-Gasconade din jurul Lacului Ozarkilor; Munții Saint Francois⁠(d); și zonele de graniță ale râurilor Missouri și Mississippi de-a lungul flancurilor estice și nord-estice.
Caracteristici carstice precum izvoarele, ponoare, dolinele și peșterile sunt comune în calcarele din Platoul Springfield și abundente în roca dolomită de bază a Platoului Salem și a Munților Boston. Missouri este cunoscut sub numele de „Statul Peșterilor” cu peste 7.300 de peșteri înregistrate, al doilea ca număr după Tennessee. Majoritatea acestor peșteri se găsesc în comitatele din Ozark. Sistemul acvifer din Podișul Ozark afectează mișcarea apelor subterane în toate zonele, cu excepția nucleului magmatic al Munților St. Francois. Caracteristicile geografice includ poieni de calcar și dolomit, care sunt zone stâncoase, cu aspect deșertic, pe vârfurile dealurilor. Menținute deschise de incendii periodice care limitează creșterea ierburilor în solul puțin adânc, poienile găzduiesc șopârle cu guler, tarantule, scorpioni, cactuși și alte specii tipice mai degrabă Sudvestului deșertic.
Munții Boston conțin cele mai înalte altitudini ale Munților Ozark, cu vârfuri de peste 760 m și formează unele dintre cele mai mari reliefuri ale oricărei formațiuni dintre Apalași și Munții Stâncoși. Munții Ouachita la sud se ridică cu câteva sute de metri mai sus, dar nu sunt asociați geografic cu Ozarkii. Porțiunea Munților Boston din Ozarki se întinde la nord de valea râului Arkansas la 32–56 km, are aproximativ 320 km lungime, și este mărginită de Platourile Springfield și Salem la nord de White River⁠(d). Vârfurile pot atinge altitudini de puțin peste 780 m, cu văi adânci de 150–470 m. Turner Ward Knob este cel mai înalt vârf cu nume. Găsit în vestul comitatului Newton, Arkansas, are o altitudine de 751 m. În apropiere, cinci vârfuri fără nume au altitudini la sau puțin peste 780 m. Apele se scurg mai ales către White River, cu excepția râului Illinois, deși există și un drenaj considerabil de pe versanții sudici ai Munților Boston spre râul Arkansas. Pârâurile majore de acest tip includ Lee Creek, Frog Bayou, Mulberry River, Spadra Creek, Big Piney Creek, Little Piney Creek, Illinois Bayou, Point Remove Creek și Cadron Creek. Multe ape din Ozark își au izvoarele în zonele înalte ale formațiunii Boston, inclusiv Buffalo⁠(d), Kings⁠(d), Mulberry⁠(d), Râurile Little Red⁠(d) și White.
Relieful conține în cea mai mare parte dealuri domoale în platourile Springfield și Salem, în timp ce Munții Saint Francois sunt mai accidentați. Deși suprafața formațiunii Springfield este în principal calcar și chert mississippian⁠(d), Platoul Salem este format din dolomite, calcare și gresie mai veche, din Ordovician. Ambele sunt pline de relief carstic și formează câmpii lungi și plate. Formațiunile sunt separate de povârnișuri abrupte care întrerup brusc dealurile ondulate. Deși o mare parte din Platoul Springfield a fost denudat din straturile de suprafață ale Munților Boston, rămășițe mari ale acestor straturi mai tinere sunt prezente în tot capătul sudic al formațiunii, sugerând posibil un proces de peneplenă⁠(d). Podișul Springfield este drenat prin pâraie mari și mature care alimentează în cele din urmă White River.

## Geologie
Munții St. Francois⁠(d) din nord-estul Ozarkilor sunt rămășițele erodate ale unui lanț muntos antic care formează nucleul geologic al domului de munte. Rocile magmatice și vulcanice din Munții St. Francois sunt rămășițele expuse ale unui lanț muntos proterozoic vechi de sute de milioane de ani. Dealurile rămase sunt porțiunea expusă a unui terran⁠(d) extins (terranul Spavinaw⁠(d) în parte) de roci granitice și riolite datând de acum 1485 până la 1350 milioane de ani care se întinde din Ohio până la vestul Oklahomei. Nucleul zonei a existat ca o insulă în mările Paleozoice. Complexele de recife apar în straturile sedimentare din jurul acestei insule antice. Aceste recife de flancare au fost puncte de concentrare pentru lichidele de mai târziu, care au transportat minereuri și au format bogatele zăcăminte de plumb-zinc care au fost și continuă să fie exploatate în zonă. Rocile magmatice și vulcanice se extind la adâncime sub podeaua relativ subțire de roci sedimentare paleozoice și formează crusta bazală a întregii regiuni.

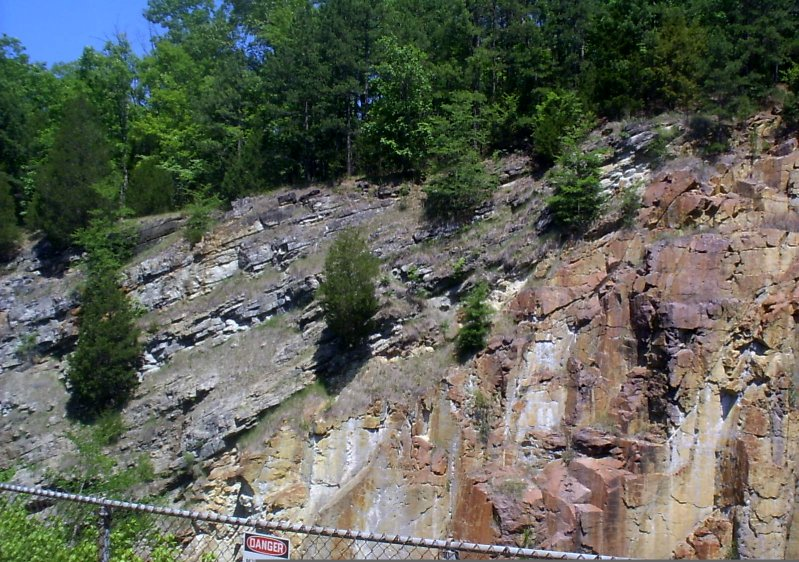
Dolomit gri, sedimentat acum c. 500 milioane de ani se suprapune neconform riolitului roșcat care s-a format aproape de 1500 milioane de ani în Munții St. Francois.

O neconformitate⁠(d) majoră în regiune atestă că Ozarkii au fost deasupra nivelului mării timp de câteva sute de milioane de ani de la momentul vulcanismului din Precambrian până la mijlocul Cambrianului, cu un relief produs prin eroziune de până la 460 m. Mările au invadat în timpul Cambrianului târziu, producând gresiile Lamotte, de 60–90 m grosime, urmate prin sedimentare carbonațilo⁠(d). Recifele de corali s-au format în jurul insulelor de granit și riolit din această mare cambriană. Această formațiune carbonatată, Bonneterre⁠(d), acum în cea mai mare parte dolomit, este expusă în jurul Munților Sf. Francisc, dar se extinde în subsol în tot Ozarkul și atinge o grosime de 120–460 m. Bonneterre este acoperită cu 150–180 m de dolomit, adesea nisipos, mâlos sau chertos, formând formațiunile Elvins Group⁠(d) și Potosi⁠(d) și Eminence⁠(d). Retragerea mărilor a dus la o altă neconformitate în timpul Cambrianului târziu și Ordovicianului timpuriu. În această perioadă, lichidele mineralizante hidrotermale⁠(d) au format zăcămintele bogate de minereu de plumb din Centura de plumb.

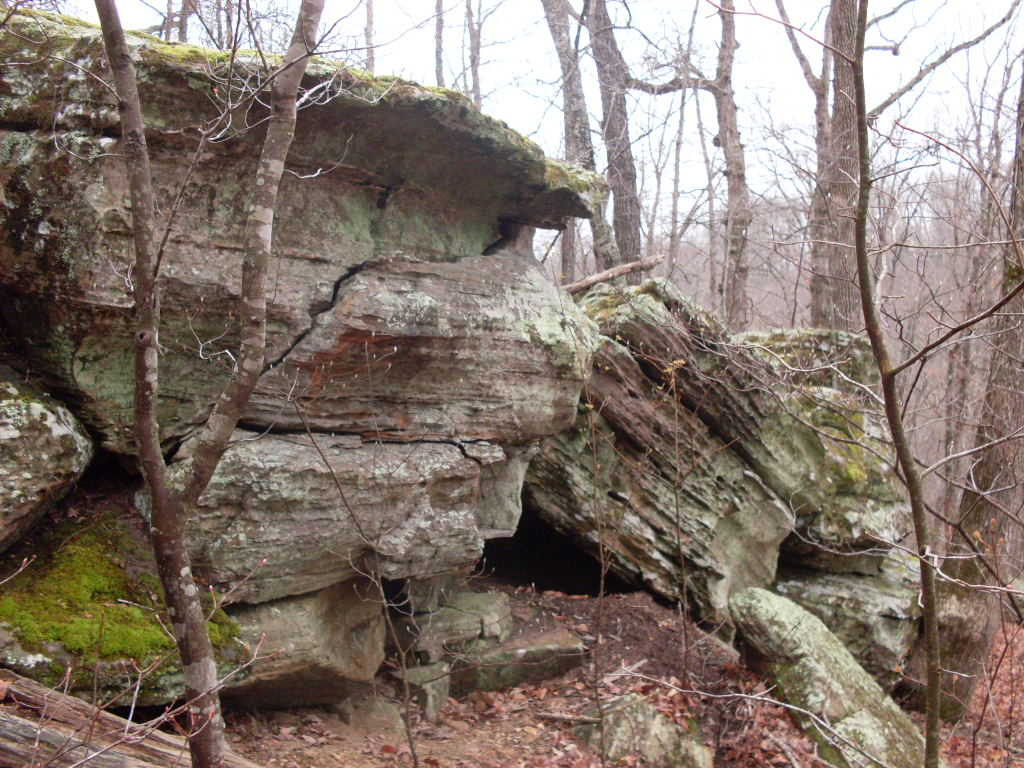
Afloriment de gresie Roubidoux de-a lungul unei faleze în Douglas County, Missouri

Sedimentarea s-a reluat în Ordovician odată cu depunerea gresiilor Gunter, a dolomitului Gasconade⁠(d) și a proeminenței din gresie și dolomite Roubidoux⁠(d). Gresia din Roubidoux formează stânci proeminente de-a lungul pârâurilor care se erodează în partea de sud a Podișului Salem. Gresiile Roubidoux și Gunter servesc ca acvifere semnificative atunci când sunt prezente în subsol. Sursa nisipurilor este considerată a fi Wisconsin Dome în curs de dezvoltare la nord-est. Regiunea Ozark a rămas ca platou în subducție cu o grosime semnificativă de dolomite chertoase cum ar fi formațiunile Jefferson City⁠(d), Cotter⁠(d) și Powell⁠(d).
Porțiuni din Platoul Ozark, Platoul Springfield din sud-vestul Missouriului și nordul Arkansas-ului sunt acoperite de calcare Mississippiene⁠(d) denumite local „chert Boone”, constând din straturi de calcar și chert. Acestea sunt erodate și formează dealuri abrupte, văi și stânci.
Munții Boston sunt un platou înalt și adânc disecat. Rocile din regiune sunt, în esență, straturi sedimentare puțin perturbate, de epoca paleozoică. Cele mai înalte creste și vârfuri sunt acoperite de gresie din Pennsylvania, cum ar fi bazal Atoka și „Middle Bloyd”. Văile profund erodate sunt tăiate în calcar Mississippian și sub acel strat de dolomit ordovician.
În timpul perioadei Pennsylvanian⁠(d), Podișul Ozark s-a înălțat ca urmare a orogenezei Ouachita. În timpul Paleozoicului târziu, bazinul oceanic adânc care exista în centrul și sudul Arkansas-ului s-a înălțat când America de Sud s-a ciocnit cu America de Nord, creând Munții de încrețire Ouachita și înălțând platoul Ozark la nord.

## Ecologie și conservare
Conservarea formală în regiune a început cu înființarea Pădurii Naționale Ozark⁠(d) prin proclamația președintelui Theodore Roosevelt în 1908 pentru a conserva o suprafață de 917.944 acri (3.714,79 km2) în cinci comitate din Arkansas. Alți 608.537 acri (2.462,66 km2) au fost adăugați în anul următor. Pădurea inițială includea o zonă până la Mount Magazine⁠(d) și la est până la Sylamore⁠(d).
În 1939, Congresul a înființat Pădurea Națională Mark Twain⁠(d) în nouă locuri din Missouri. Zonele de management al vieții sălbatice au fost înființate în anii 1920 și '30 pentru a restabili populațiile la un număr viabil. În deceniile anilor 1930 și 1940 Aldo Leopold⁠(d), Arthur Carhart⁠(d) și Bob Marshall au dezvoltat o politică de „sălbăticie” pentru Serviciul Silvic. Eforturile lor au dat roade cu The Wilderness Act din 1964⁠(d), care a desemnat zonele sălbatice „unde pământul și comunitatea sa de viață nu sunt perturbate de oameni, unde omul însuși este un vizitator și nu zăbovește”, deși aceasta includea și păduri publice de creștere secundară⁠(d) precum Pădurea Națională Mark Twain.
În această perioadă au fost adăugate terenuri pădurii naționale Ozark, cu peste 544.000 acri (2.200 km2) în total. Unele terenuri au fost desțelenite de guvern prin Administrația pentru Reașezare din timpul Marii Crize Economice⁠(d). În 1976, Congresul a înființat Zona Sălbatică Hercules Glades⁠(d), prima dintre cele 13 zone sălbatice desemnate din Ozarks. În 1986, Congresul a înființat Ozark Plateau National Wildlife Refuge⁠(d) în nord-estul Oklahomei. Zonele protejate asigură recuperarea speciilor de animale și plante pe cale de dispariție și amenințate, inclusiv lupul roșcat, liliacul cu urechi mari din Ozark⁠(d), liliacul de Indiana⁠(d), liliacul estic cu picior mic⁠(d), liliacul sud-estic, liliacul sud-estic cu urechi mari⁠(d); Percina nasuta⁠(d), peștele de peșteră din Ozark⁠(d), racul de peșteră din Ozark, amfipodul de peșteră al lui Bowman, amfipodul de peșteră Ozark, izopodul de peșteră; și chinquapinul⁠(d) de Ozark. Este un habitat al păsărilor migratoare și conține resurse geologice, arheologice, istorice și paleontologice.
Se știe că fermele comerciale și operațiunile de procesare cresc nivelurile de contaminanți chimici și biologici în pâraiele din Ozark, amenințând sursele de apă, utilizarea recreativă și speciile native pe cale de dispariție.

## Lacuri și pâraie

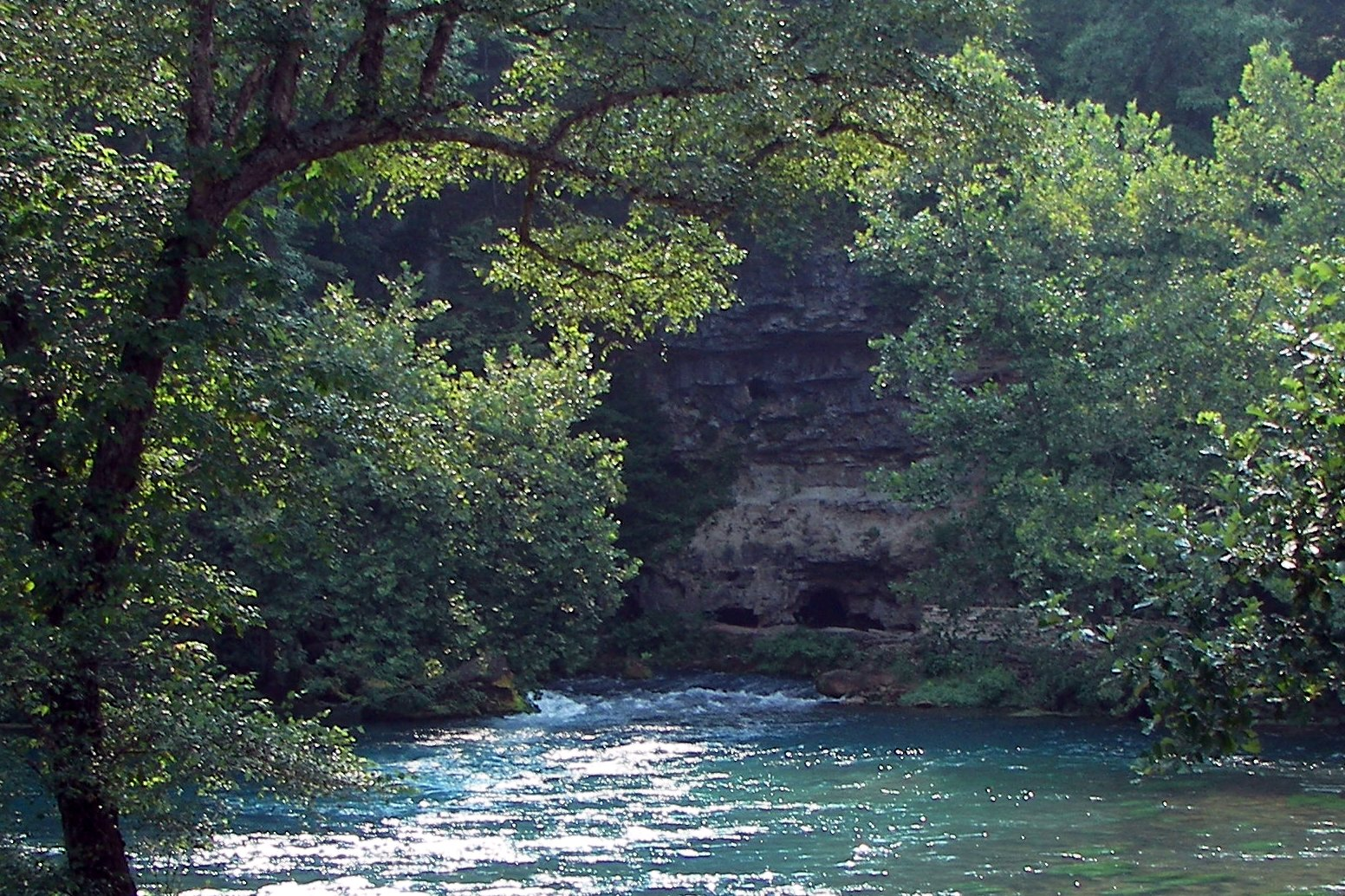
, cel mai mare izvor de apă dulce din Ozarks, eliberează de apă pe zi în.

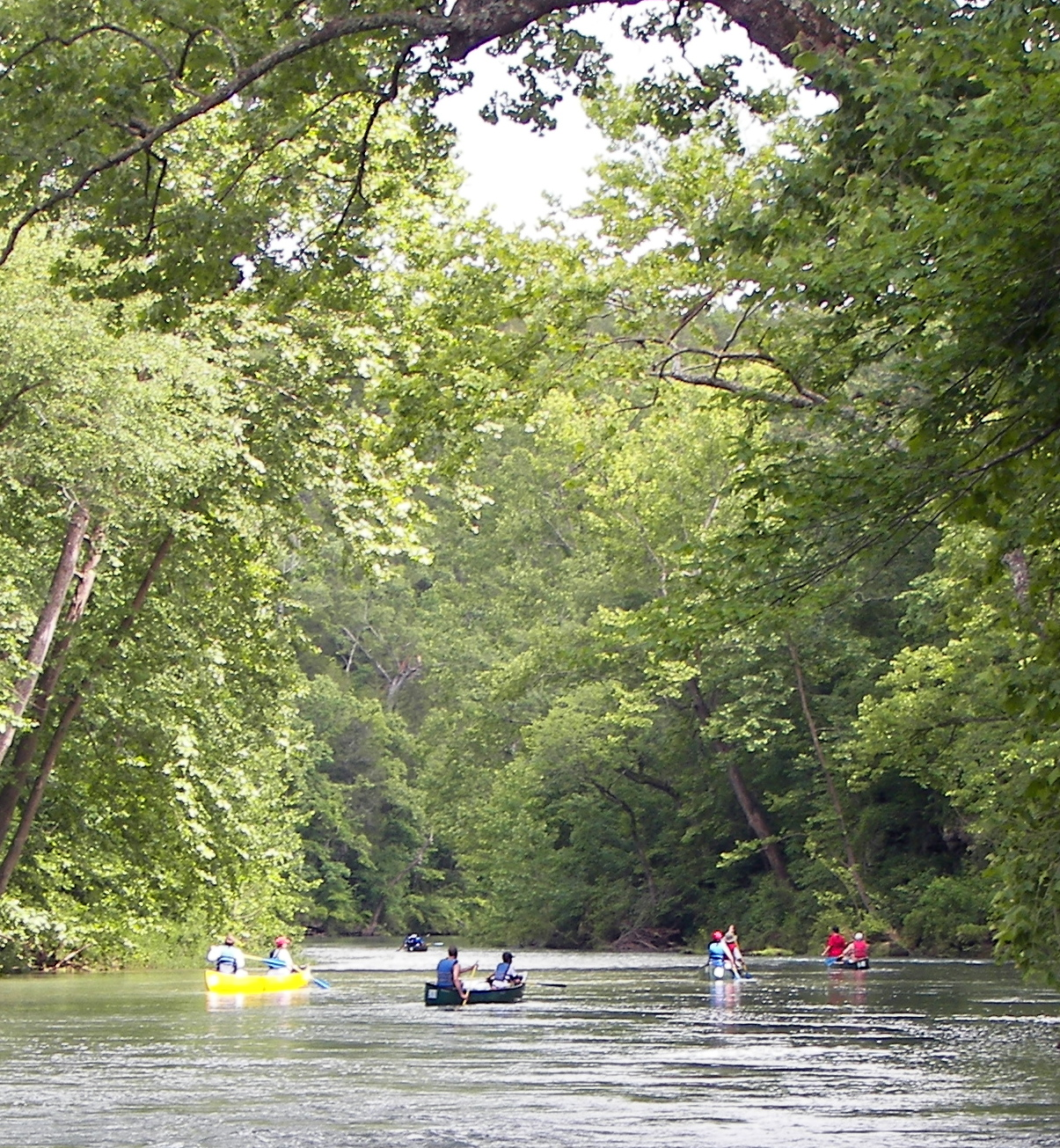
Canoers pe râul Current în

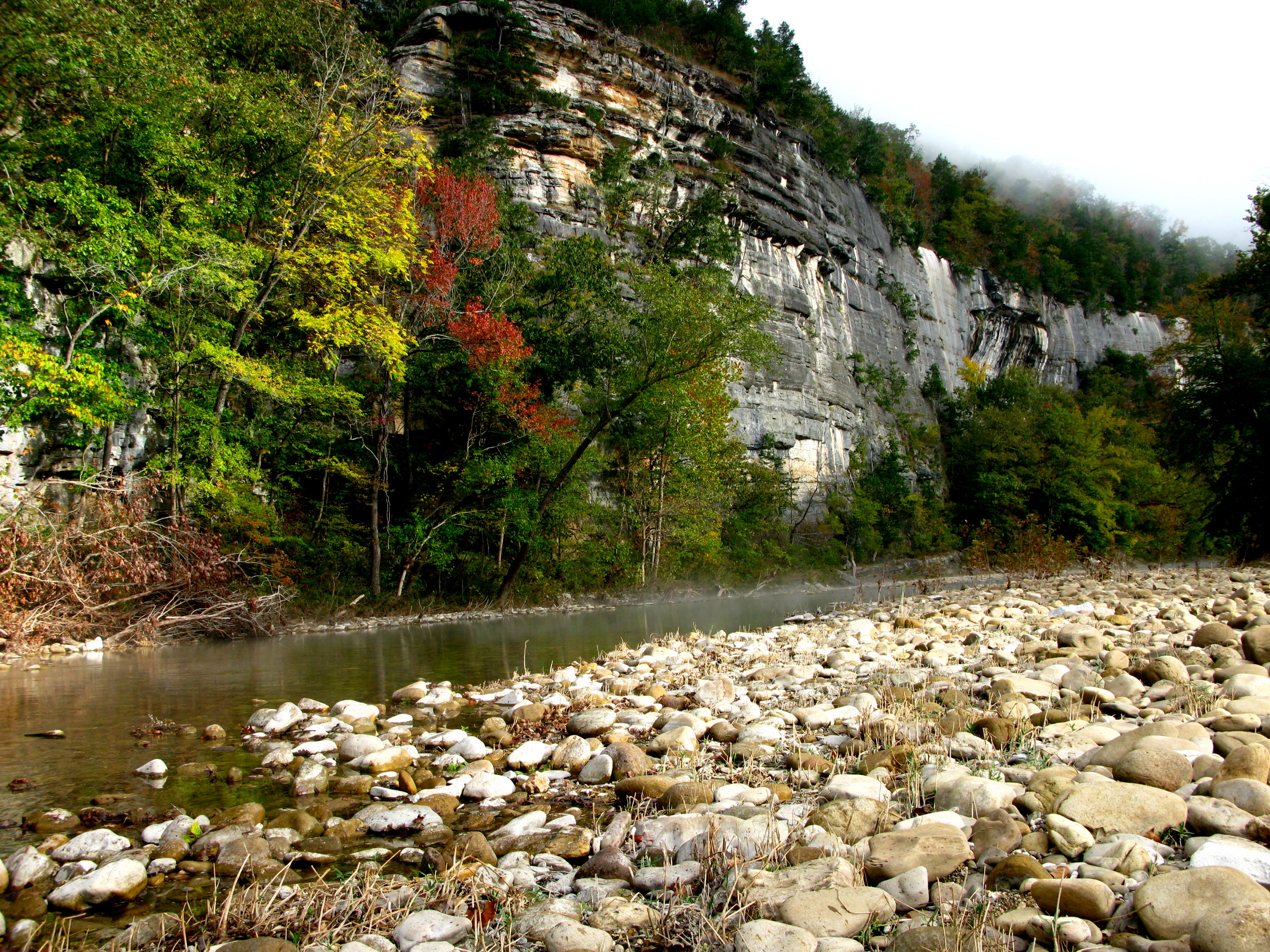
Roark Bluff pe

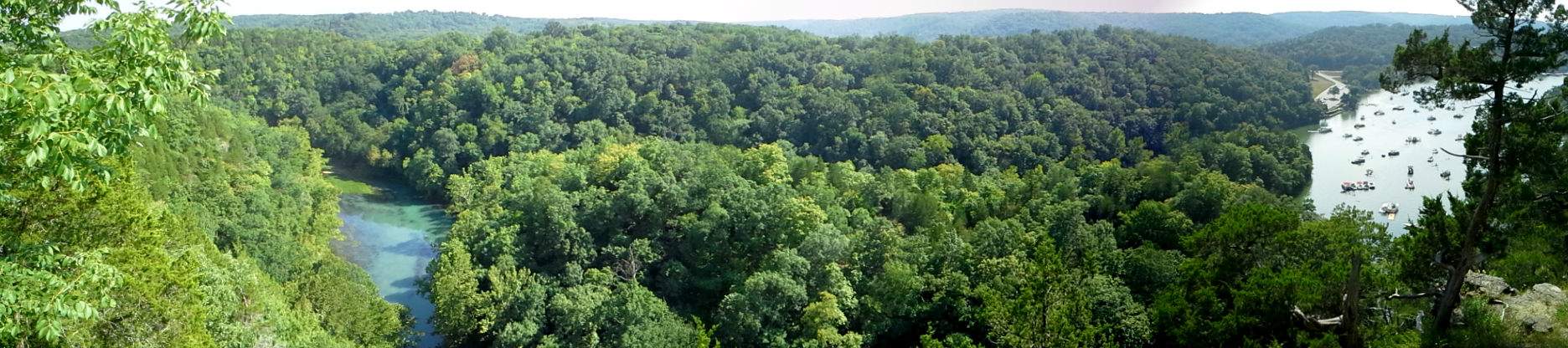
Vedere asupra Ozarks din de pe, Camden County, Missouri

Multe dintre râurile și pâraiele din Ozarks au fost îndiguite. Majoritatea barajelor din regiune au fost construite inițial în scopul dublu de a controla inundațiile și de a genera hidroenergie, dar au devenit și motoare economice majore prin utilizarea recreativă în locuri precum Branson, Missouri și Mountain Home, Arkansas.
Corpul de Geniu al Armatei⁠(d) operează printre altele mai multe baraje în regiunea Ozarks. Unele dintre cele mai mari lacuri create de aceste baraje se află pe White River⁠(d). Începând cu 1911, cu construcția barajului Powersite pe White River, lângă Branson, Missouri și acumularea Lacului Taneycomo, râurile din Ozarks au fost valorificate pentru energie electrică, recreere și controlul inundațiilor. După ce președintele Franklin D, Roosevelt a promulgat Legea de control al inundațiilor din 1938, șase baraje mari de control al inundațiilor au fost construite pe râul White și afluenții săi.
- Barajul Beaver de pe râul White – Lacul Beaver
- Barajul Table Rock de pe râul White – Lacul Table Rock
- Barajul Bull Shoals de pe râul White – Lacul Bull Shoals
- Barajul Norfork pe râul North Fork – Lacul Norfolk
- Lacul Greers Ferry de pe Little Red River – Greers Ferry Lake
- Barajul Clearwater pe râul Negru – Lacul Clearwater

Mai multe lacuri mai mici au fost create de baraje în bazinul râului White din 1911 până în 1960. Aceste lacuri mai mici includ Lacul Sequoyah, un mic lac de pescuit recreațional la est de Fayetteville, Arkansas, format în 1961; Sequoyah este cea mai înaltă acumulare de pe White River. Sub Sequoyah (la nord-est de Fayetteville) se află Lacul Beaver, format în 1960. White River continuă spre nord-est în Lacul Table Rock⁠(d) (1958) din Missouri, care se alimentează direct în Lacul Taneycomo, unde râul se îndreaptă spre sud-est în Arkansas formând Lacul Bull Shoals⁠(d) de-a lungul liniei Arkansas-Missouri. Terminat în 1952, Bull Shoals este cel mai îndepărtat lac din aval de pe White River propriu-zis. Lacul Norfork⁠(d) a fost format prin îndiguirea Râul North Fork⁠(d), un afluent al lui White River, în 1941.
Printre alte lacuri mari din regiunea Ozarks se numără Lacul Ozarkilor⁠(d), Lacul Pomme de Terre⁠(d) și Lacul Truman⁠(d) din nordul Ozarkilor. Aceste trei lacuri s-au format prin captarea râului Osage⁠(d) și afluentului său Râul Pomme de Terre⁠(d) în 1931, 1961 și, respectiv, 1979.
Grand Lake o' the Cherokee⁠(d) din nord-estul Oklahomei, în partea de vest a Podișului Ozark, a fost creat în 1940 odată cu îndiguirea râului Grand. Lacul Stockton s-a format în 1969 prin îndiguirea Râului Sac în apropierea orașului Stockton, Missouri⁠(d) și completează alimentarea cu apă a Springfieldului din comitatul Greene învecinat.
Crearea lacurilor a modificat semnificativ peisajul Ozarkilor și a afectat cultura tradițională din Ozark prin strămutări. Pârâurile furnizau apă și energie comunităților, fermelor și morilor concentrate în văi înainte de a fi construite barajele. Multe cimitire, drumuri agricole, vaduri fluviale și căi ferate s-au pierdut când au fost inundate de lacuri, ceea ce a perturbat cultura rurală, comunicațiile și comerțul. Numai în comitatul Baxter, Arkansas, aproape 400 de persoane au fost strămutate pentru a face loc lacului de acumulare creat de Barajul Norfork⁠(d). Orașul Forsyth, Missouri⁠(d) a fost mutat în întregime la 3 km față de locația anterioară. Înainte de îndiguire, râurile și pâraiele din bazinele râurilor White și Osage aveau un caracter similar cu condițiile actuale ale râurilor Buffalo⁠(d), Elk⁠(d), Niangua⁠(d), Gasconade⁠(d), Big Piney⁠(d), Current⁠(d), Jacks Fork⁠(d), Eleven Point⁠(d) și Meramec⁠(d).
Datorită succesului eforturilor Armatei de a îndigui râurile mari din Ozarks, Societatea Ozarks a declanșat proteste pentru ca măcar celelalte râuri din Ozarks să fie lăsate să curgă liber. Râul Național Buffalo⁠(d) a fost creat printr-o lege a Congresului în 1972, fiind primul râu național, administrat de National Parks Service⁠(d). Desemnarea a venit după mai mult de un deceniu de luptă în mass-media, legislativ și instanțe împotriva unui proiect al Armatei, pentru a menține curgerea liberă a râului Buffalo. Societatea Ozarks, principala forță din spatele protestului împotriva barajului, duce încă lupta pentru a menține râul Buffalo curat și protejat. Astăzi, râul Buffalo are anual aproximativ 800.000 de vizitatori care campează, fac canotaj, rafting, drumeții și tubing. În Missouri, Ozark National Scenic Riverways⁠(d) a fost înființată în 1964 de-a lungul râurilor Current⁠(d) și Jacks Fork⁠(d), ca primul parc național din SUA bazat pe un sistem fluvial. Râul Eleven Point⁠(d) este inclus în National Wild and Scenic Rivers System⁠(d) înființată în 1968. Aceste parcuri și râuri sunt un motor economic major pentru unele dintre cele mai puțin populate comitate din Arkansas și Missouri, atrăgând până la 1,5 milioane de turiști anual.
Multe alte căi navigabile și pârâuri își au izvoarele în porțiunea Munților Boston din Ozarks, cum ar fi Mulberry River⁠(d), White River, War Eagle Creek, Little Mulberry Creek, Lee Creek, Big Piney Creek și Little Red River. La sud, valea râului Arkansas separă Munții Boston de Munții Ouachita.
Ozarkii din Missouri cuprind râurile Gasconade⁠(d), Big Piney⁠(d) și Niangua⁠(d) în regiunea central-nordică. Râul Meramec și afluenții săi Huzzah Creek și Courtois Creek⁠(d) se găsesc în nord-estul Ozarkilor. Râurile Black⁠(d) și St. Francis⁠(d) râurile marchează semiluna estică a Ozarkilor. Râurile James⁠(d), Spring⁠(d) și North Fork⁠(d) se află în partea central-sudică a Missouri-ului. Limita central-vestică a Ozarkilor din Missouri prin Kansas până în Oklahoma este formată de Râul Spring⁠(d) și afluentul său, Center Creek. Grand Falls, cea mai mare cascadă naturală din Missouri, un afloriment de chert, include stânci și poieni pe Shoal Creek la sud de Joplin⁠(d). Toate aceste sisteme fluviale au o utilizare intensă de agrement în timpul sezonului, inclusiv Elk River⁠(d) în sud-vestul Missouri și afluentul său Big Sugar Creek⁠(d).
Râurile și pâraiele din Ozark sunt de obicei cu apă dulce, cu debite de bază susținute de multe izvoare și curg prin păduri de-a lungul povârnișurilor de calcar și dolomit. Barajele de pietriș sunt comune de-a lungul malurilor puțin adânci, în timp ce găurile adânci se găsesc de-a lungul stâncilor. Cu excepția perioadelor de ploi abundente sau de topire a zăpezii - când nivelul apei crește destul de rapid - nivelul lor de dificultate este potrivit pentru cele mai multe activități de canotaj și tubing.
Crescătoriile de pește sunt obișnuite datorită abundenței izvoarelor și apelor. Neosho National Fish Hatchery⁠(d) a fost construită în 1888; a fost prima crescătorie federală de pești. Arkansas Game and Fish Commission⁠(d), Missouri Department of Conservation⁠(d) și S.U.A. Fish and Wildlife Service⁠(d) operează numeroase crescătorii cu apă caldă și rece și parcuri de păstrăv; crescătorii private, cum ar fi cea de la Rockbridge⁠(d) se găsesc în întreaga regiune.

## Economia regională

### Activitate economică tradițională
Ozarks conțin zăcăminte de minereu de plumb, zinc, fier și barit. Multe dintre aceste zăcăminte au fost epuizate de activitățile miniere istorice, dar multe rămân și sunt în prezent exploatate în Lead Belt din sud-estul Missouri. Din punct de vedere istoric, centura de plumb din jurul Munților Saint Francois și zona de exploatare a Tri-State District plumb-zinc din jurul Joplin, Missouri⁠(d), au fost surse importante de metale. Practicile miniere obișnuite la începutul secolului al XX-lea au lăsat probleme semnificative în minele subterane abandonate și contaminarea cu metale grele în solul și apele subterane din districtul Tri-State.
O mare parte din zonă susține carne de vită bovine, iar lactate agricultura este comună în întreaga zonă. Fermele de lactate sunt de obicei afaceri Cooperative, fermele mici vânzând unui angro corporativ, care ambalează produsul sub o marcă comună pentru vânzări cu amănuntul. Explorarea și extracția Petroleum are loc și în porțiunea Oklahoma a Ozarks, precum și în jumătatea de est a Munților Boston din Arkansas. Tăierea forestieră atât a speciilor de cherestea de răinoase, cât și de lemn de esență tare atât pe terenuri private, cât și în Pădurea Națională a fost mult timp o activitate economică importantă.
Majoritatea Ozarks sunt împădurite. Oak-hickory⁠(d) este tipul predominant; ienupări estici⁠(d) sunt obișnuiți, cu arborete de pin adesea văzute în zona de sud. Mai puțin de un sfert din regiune a fost defrișat pentru pășuni și terenuri cultivate. Pădurile care au fost intens tăiate la începutul până la mijlocul secolului al XX-lea s-au recuperat; mare parte din lemnul rămas în Ozarks este pădure de a doua creștere. Cu toate acestea, defrișarea păduri de frontieră a contribuit prin eroziune la creșterea barelor de pietriș de-a lungul căilor navigabile Ozark în zonele tăiate; canalele râului au devenit mai largi și mai puțin adânci, iar habitatul peștilor de adâncime a fost pierdut.

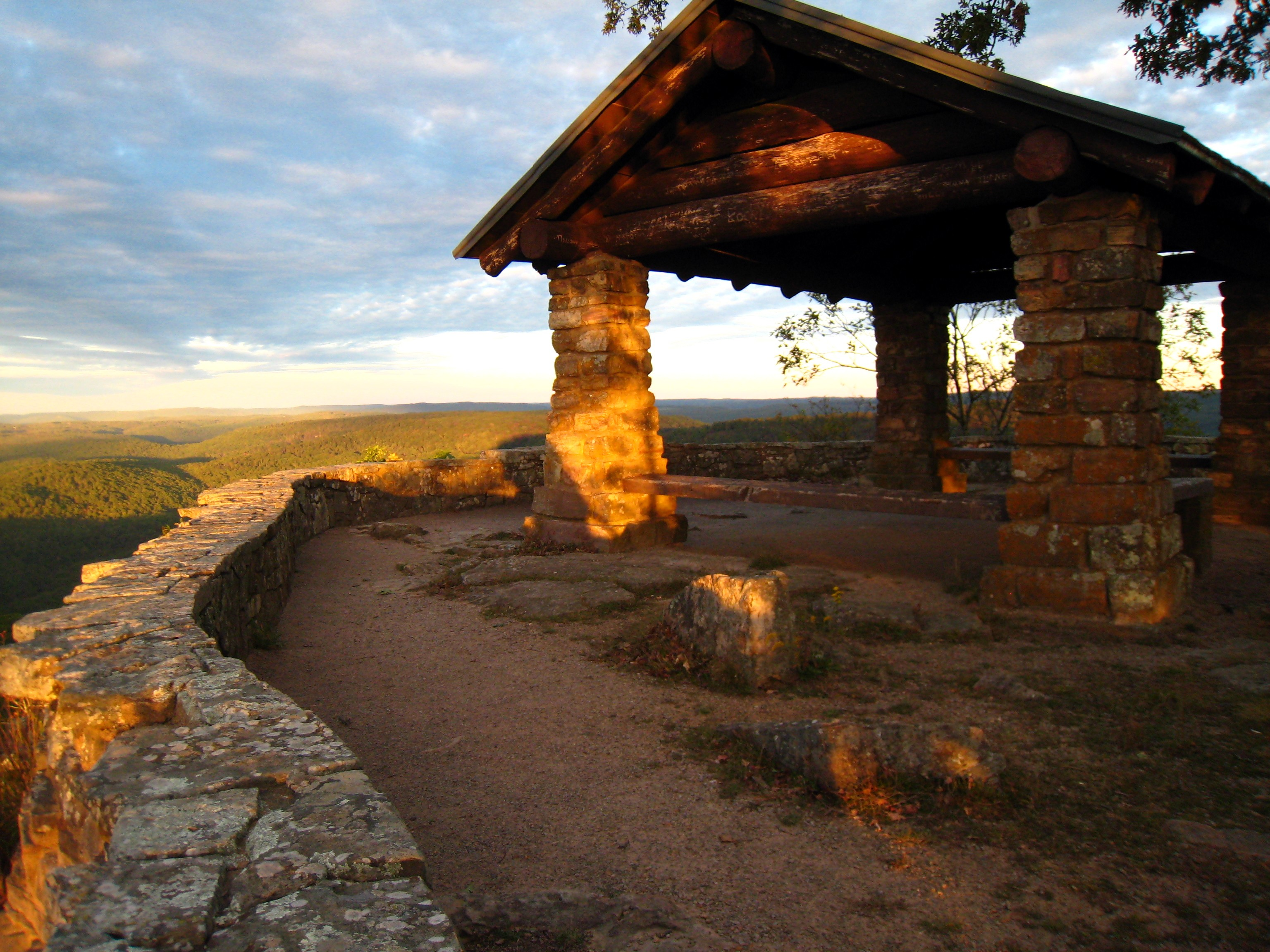
Punt de observație CCC pe White Rock Mountain, Franklin County, Arkansas

Numeroasele râuri și pârâuri ale regiunii au văzut sute de mori de lemn și de cereale alimentate cu apă. Morile erau centre importante de cultură și comerț; dispersate pe scară largă în întreaga regiune, morile au servit nevoilor locale, adesea prosperând la câțiva mile de o altă unitate. Puține mori Ozark se bazau pe roata cu apă ineficientă pentru energie; cei mai mulți au folosit un baraj, millrace⁠(d) și turbină cu apă.
În timpul New Deal, Civilian Conservation Corps a angajat sute în construirea a aproape 400 de puncte de observare a incendiilor în Ozarks, în 121 de locații cunoscute din Arkansas și 257 în Missouri. Dintre aceste puncte de observare, aproximativ jumătate rămân și multe dintre ele sunt în uz de către S.U.A. Serviciul Silvic. Un raport din 2007 al National Trust for Historic Preservation⁠(d) a considerat aceste puncte de observare a incendiilor și structurile aferente drept una dintre cele mai periclitate 11 locuri istorice ale Americii.
În anii 1960, activitatea federală a promovat modernizarea, în special printr-un transport și turism mai bun. Comisia Regională Ozarks a sponsorizat numeroase proiecte.

### Activități economice curente
Format:Mai multe citări necesare
Turismul este industria în creștere a Ozarks, așa cum demonstrează creșterea Branson, Missouri⁠(d), centru de divertisment care sărbătorește cultura tradițională Ozark. Northwest Arkansas metropolitan area⁠(d) a devenit, de asemenea, un centru turistic, atrăgând atenția la nivel național pentru Crystal Bridges Museum of American Art⁠(d) din Bentonville, Arkansas⁠(d).
Agricultura Păsări de curte și prelucrarea alimentelor sunt industrii importante în întreaga regiune. Corporația Tyson Foods⁠(d) și ConAgra Foods⁠(d) operează fiecare câteva sute de ferme de păsări și fabrici de procesare în Ozarks. Schreiber Foods⁠(d) are operațiuni în sudul Missouri.
industria de camioane este importantă pentru economia regională, cu transportatorii naționali stabiliți acolo, inclusiv J. B. Hunt⁠(d), ABF⁠(d) și Prime, Inc. Springfield rămâne un hub operațional pentru BNSF Railway⁠(d). Industriile forestiere și ale lemnului sunt, de asemenea, semnificative în economia Ozark, cu operațiuni variind de la mici gateruri de familie până la mari preocupări comerciale. Companiile Fortune 500 precum Wal-Mart, Leggett & Platt⁠(d), Bass Pro Shops⁠(d) și O'Reilly Auto Parts⁠(d) au sediul în Ozarks.
Zona găzduiește mai multe regiuni de vin și băuturi alcoolice din Missouri, inclusiv Ozark Highlands⁠(d) și Ozark Mountain⁠(d) American Viticultural Area⁠(d)s și Ozark Highland Spirits⁠(d) Regiunea. Există o serie de microberării în întreaga regiune.

## Cultură
„Ozark” se referă, de asemenea, la cultura distinctivă, arhitectura, și dialect⁠(d) împărtășită de oamenii care locuiesc pe platou. Primii coloniști din Missouri au fost pionierii care au venit spre vest din Apalachii de Sud⁠(d) la începutul secolului al XIX-lea, Randolph, Vance. Magie și folclor Ozark. 367 pagini. Courier Dover Publications, 1964.</ref> urmat în anii 1840 și 1850 de imigranți Irlandezi⁠(d) și German⁠(d). O mare parte din populația Ozark este de englezi, scoțieni-irlandezi și descendență germană și familiile Ozark din care a derivat cultura regională tind să fi trăit în zonă încă din secolul al XIX-lea.

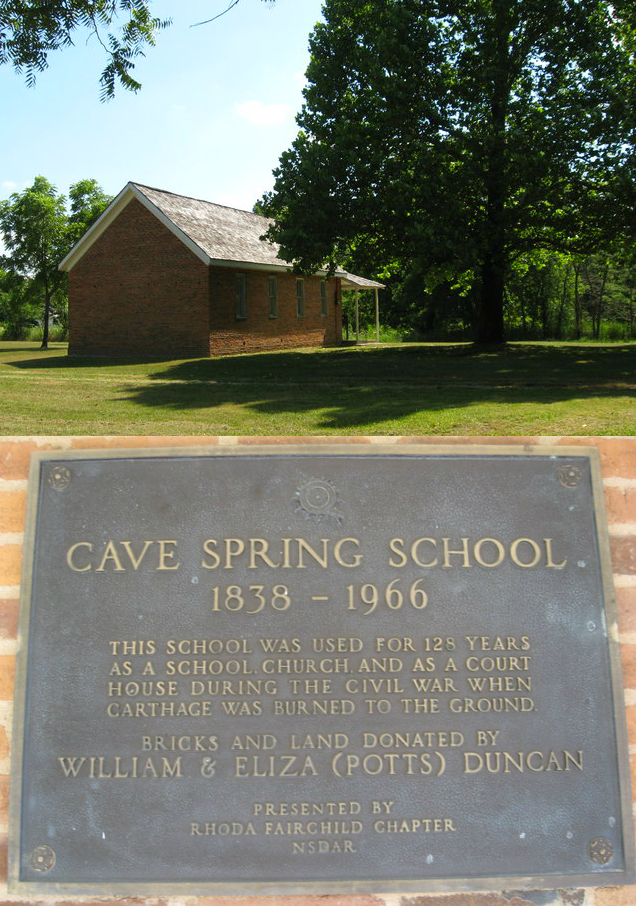
Prima școală publică din Jasper County, Missouri

Primii coloniști s-au bazat pe vânătoare, pescuit, capcană și Foraging⁠(d) pentru a-și completa dieta și veniturile. Astăzi vânătoarea și pescuitul pentru recreere este activități comune și o parte importantă a industriei turistice. Hrănirea pentru ciuperci (în special morels) și pentru ginseng este obișnuită și susținută financiar de cumpărătorii consacrați din zonă. Alte furaje includ poke⁠(d), creson, caki⁠(d) și pawpaw; fructe de pădure sălbatice precum mur, zmeura neagră, zmeura, dud roșu⁠(d), cireș negru, căpșuni sălbatice  și Rou⁠(d); și nuci sălbatice, cum ar fi nuc negru⁠(d) și chiar ghindăs. nativă comestibilă ]], ierburi sălbatice și floră sălbatică sunt abundente, iar apicultura este obișnuită.
Mass-media scrisă și difuzată au explorat cultura Ozark pe scară largă. Cărțile plasate în Ozarks includ „‘Where the Red Fern Grows⁠(d)’’, ‘’The Shepherd of the Hills’’, și „’Ca prieten’’. Filmul din 1999 Ride with the Devil⁠(d), bazat pe cartea Woe to Live On, descrie conflictul din sud-vestul Missouri în timpul Războiul civil. Winter's Bone⁠(d),, un roman al lui Daniel Woodrell⁠(d) (autorul cărții „Vai de trăit”), reflectă asupra culturii contemporane a metanfetaminei și a impactului acesteia asupra familiilor de pe platou. . Lansat ca lungmetraj în 2010, „Winter's Bone” a primit Marele Premiu al Juriului la Festivalul de Film Sundance, precum și alte premii. Câteva programe timpurii și influente de muzică country de televiziune și radio au apărut din Springfield în anii 1950 și ’60, inclusiv „Ozark Jubilee⁠(d)” de la ABC-TV și „The Slim Wilson⁠(d) Show” pe KYTV⁠(d). Clanul Clampett al emisiunii TV „The Beverly Hillbillies⁠(d)” oferă o descriere stereotipă a oamenilor Ozark. Muzicienii Ozark includ Porter Waggoner⁠(d) și de altădată Fiddle⁠(d)r Bob Holt.
Exemple de interpretări comerciale ale culturii tradiționale Ozark includ cele două parcuri tematice majore pentru familii din regiune, Silver Dollar City⁠(d) și acum disparitul Dogpatch USA⁠(d) și complexul de divertisment al stațiunii din Branson⁠(d). Ozark Folkways din Winslow, Arkansas⁠(d) și Ozark Folk Center State Park⁠(d) din Mountain View, Arkansas⁠(d) interpretează cultura regională prin spectacole muzicale și expoziții de abilități și meșteșuguri de pionier.
Cultura tradițională Ozark include povești și melodii transmise oral între generații prin petreceri muzicale comunitare și alte adunări informale. Multe dintre aceste melodii și povești pot fi urmărite la originile britanic și la folclorul german. Mai mult decât atât, istoricul Vance Randolph⁠(d) atribuie formarea multor știri despre Ozark familiilor individuale, atunci când „părinții din backwoods încep prin a spune grozavi scandaloase copiilor lor și termină prin a crede pe jumătate în cele mai sălbatice dintre aceste povești.” Randolph a adunat folclor și versuri Ozark în volume precum bestsellerul național „Pissing in the Snow and Other Ozark Folktales” (University of Illinois Press, 1976), „Ozark Folksongs” (University of Missouri Press, 1980), o antologie în patru volume de cântece și balade regionale culese în anii 1920 și 1930, și „Ozark Magic and Folclore” (Courier Dover Publications) , 1964). Evidențiată de lucrarea de teren amplă a lui Randolph, multe anecdote Ozark din tradiția orală sunt adesea deznădejde⁠(d), pline de ornamente sălbatice pe teme de zi cu zi. În 1941–42, comandat de Alan Lomax⁠(d) de la Arhive of Folk Culture, Randolph s-a întors la Ozarks cu o mașină de înregistrare portabilă de la Biblioteca Congresului și a capturat peste 800 de cântece, balade și instrumentale. Selectate dintre aceste câteva sute de înregistrări, 35 de piese au fost lansate pe „Various Artists: Ozark Folksongs” (Rounder Records) în 2001.

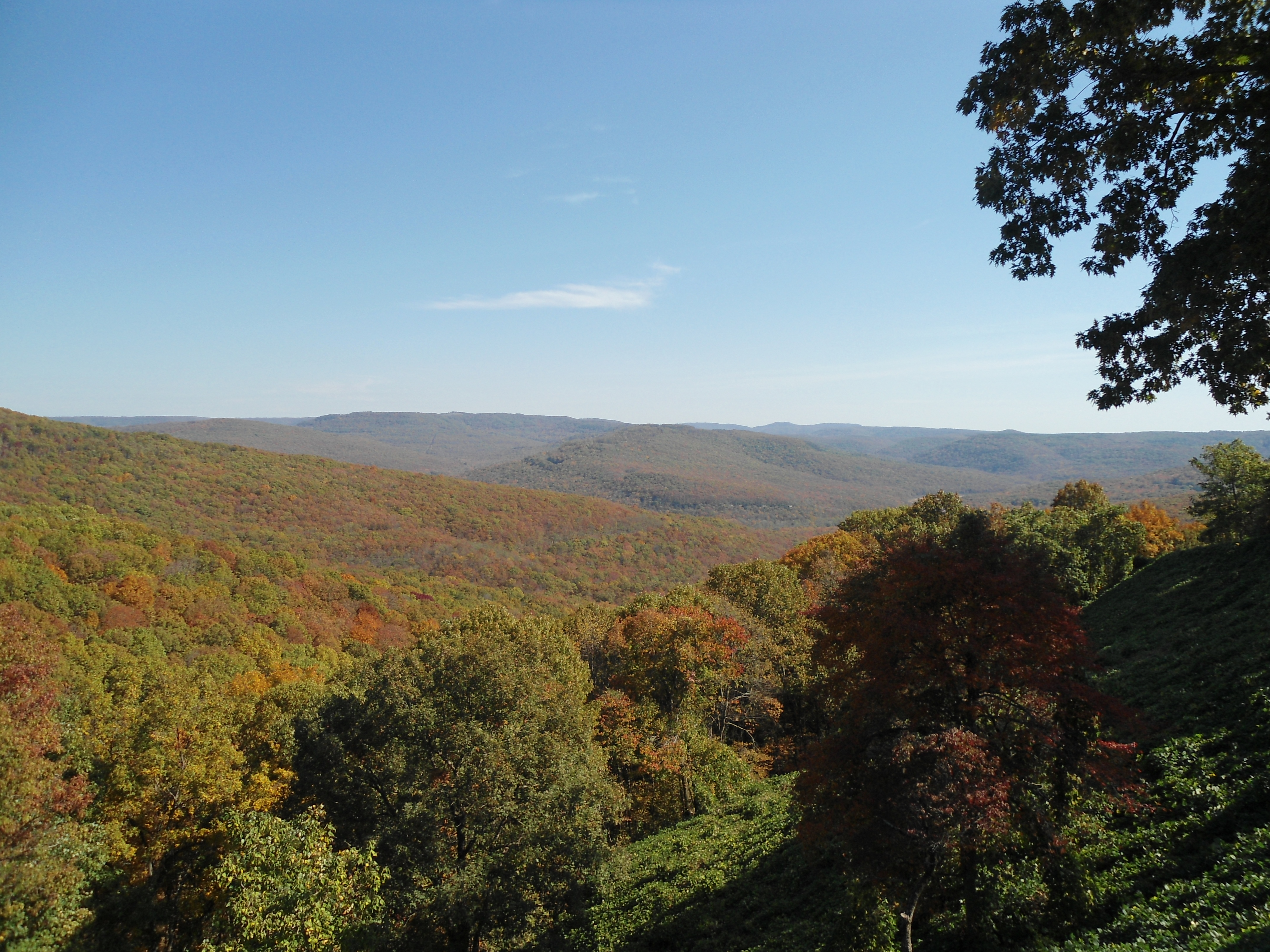
Artist's Point, situat de-a lungul în Crawford County, Arkansas

Dansurile pătrate au fost o cale socială importantă de-a lungul Ozarks până în secolul al XX-lea. Dansurile pătrate au apărut oriunde oamenii se concentrau în jurul morilor și taberelor de lemn, izvoarelor, vadurilor și în orașele mici și mari. Comunitățile izolate geografic și-au văzut dezvoltarea propriilor melodii și variații de dans locale. Dintre toți muzicienii tradiționali din Ozarks, lăutarul are un rol distinct loc atât în comunitate, cât și în folclor. Lăutarii comunitari erau venerați pentru că purtau melodii locale; la nivel regional, lăutarii ambulanți au adus melodii și divertisment noi, chiar dacă mulți au văzut sosirea lor ca o amenințare la adresa moralității. În 2007, Gordon McCann, un cronicar al Ozarks Folklife și al muzicii lăutari de peste patru decenii, a donat o colecție de înregistrări audio, note de teren și fotografii către Missouri State University⁠(d) din Springfield. Colecția include peste 3.000 de ore de muzică lăutărească și interviuri înregistrate la jam sessions, petreceri muzicale, concerte și dansuri în Ozarks. Înregistrări audio selectate, împreună cu schițe biografice, fotografii și istorii de melodii au fost publicate în setul de carte/CD cu 37 de piese al lui Drew Beisswenger și Gordon McCann din 2008 „Mel Bay Presents Ozarks Fiddle Music: 308 Tunes Featuring 30 Legendary Fiddlers With Selections from 50 Great Ozarks Lăutarii.
Din 1973 până în 1983, proiectul Bittersweet, care a început ca o clasă de engleză la Lebanon High School⁠(d) din Missouri, a strâns 476 de interviuri înregistrate și transcrise, a publicat 482 de povești și a realizat peste 50.000 de fotografii documentând cultura tradițională Ozark.
Afluxul de populație începând cu anii 1950, împreună cu situatia geografică atât în Vestul Mijlociu, cât și în Sudul Superior, în apropiere la embaymentul Mississippi, Osage⁠(d) și Northern Plains, contribuie la schimbarea valorilor culturale în Ozarks. Parcurile tematice și teatrele văzute ca reflectând valorile regionale au puțin în comun cu cultura tradițională Ozark. Purtătorii de tradiții comunitare rămân activi, în număr tot mai mic, departe de ofertele comerciale. Bibliotecile Universității de Stat din Missouri.

### Religie
Religia Ozark, ca și cea din Appalachia⁠(d), a fost predominant baptistă și metodistă în perioadele timpurii de așezare; tinde spre conservator sau individualist, cu Episcopalieni, Adunările lui Dumnezeu, baptiști inclusiv Baptiștii din Sud, Biserica lui Hristos, Penticostals și alte confesiuni protestante prezente, precum și Catolici. Organizațiile religioase cu sediul în Ozarks includ Asemblies of God și Baptist Bible Fellowship International⁠(d) din Springfield și General Association of General Baptists⁠(d) din Poplar Bluff⁠(d).

### Folclor
- Gilmore, Robert Karl. Ozark Baptizings, Hangings, and Other Diversions: Theatrical Folkways of Rural Missouri, 1885-1910 Norman, OK: University of Oklahoma Press, 1984.
- Morrow, Lynn, and James Keefe, eds. White River Chronicles. Fayetteville, AR: University of Arkansas Press, 1994.
- McNeil, W. K.Ozark Country. Jackson, MS: University Press of Mississippi, 1995.
- Randolph, Vance. Ozark Folksongs. In four volumes. Columbia, MO: University of Missouri Press, 1980)

### Istorie
- A reminiscent history of the Ozark region: comprising a condensed general history, a brief descriptive history of each county, and numerous biographical sketches of prominent citizens of such counties (1894) full text Arhivat în 8 februarie 2016, la Wayback Machine.

### Turism
- Morrow, Lynn, and Linda Myers-Phinney. Shepherd of the Hills Country: Tourism Transforms the Ozarks, 1880s–1930s. Fayetteville, AR: University of Arkansas Press, 1999.